# Покровска катедрала (Харков)
Катедралата „Покров на Пресвета Богородица“ е енорийски православен храм в Харков, Украйна, част от Покровския манастир. Катедралният храм е единственият оцелял фрагмент от зданието на Харковската крепост, посторена през XVII век.

## История
Сградата на Покровската катедрала е построена от казаци близо до северната стена на Харковската крепост през 1689 г. на мястото на дървената Покровска църква.
През 1726 г. по инициатива на Белгородския епископ Епифаний Тихорски и генерал-губернатора на Слободска Украйна, княз Михаил Голицин, е основан мъжкият Покровски манастир с колеж, първото висше учебно заведение в Левобрежна Украйна.
През 1732 г. на камбанарията е монтирана камбана с тегло 1,6 тона. В периода 1799 – 1846 г. Покровската катедрала е катедралният храм на Харков.
През 20-те години на XX век катедралата затваря и започва да се руши. През 50-те години е направен опит за козметичен ремонт, а по-късно се разработва проект за възстановяване на храма в оригиналния му вид. Трапезарията между църквата и камбанарията, както и преходът към Епископския дом и Озерянската църква са демонтирани, но след това реконструкцията спира и катедралата остава обвита в скеле няколко десетилетия. През 1992 г. храмът, заедно с архитектурния комплекс на Покровския манастир, е прехвърлен на Украинската православна църква.
Покровската катедрала и катедралите „Благовещение Богородично“ и „Успение Богородично“ съставляват така наречения златен триъгълник на катедралите в Харков.

## Архитектурни особености
Архитектурата на Покровската катедрала е базирана на народната архитектура на Украйна. Според експерти Покровската катедрала почти напълно повтаря украинската дървена триделна църква и е синтез на идеи и структури от дървената и каменната архитектура. Към централната осмоъгълна кула (8,5 × 10 м) е прикачен петоъгълен олтар (4 × 6 м) на изток и бабинец (6 × 5 м) на запад.
Катедралата е построена на два етажа. Двата етажа на църквата са почти идентични. Първият етаж е заобиколен от открита аркада, върху която е изградена пътека на нивото на пода на горния храм. Фасадите на катедралата са богато украсени с антаблемани, полуколони и корнизи.

## Галерия
- Гравюра от 40-те години на XIX век, представяща изглед към Университетския хълм на Харков, зданията на Покровския манастир са вляво
- Изглед към манастирския комплекс, края на XIX век
- Покровската катедрала (вдясно) и Озерянската църква (вляво)
- Пощенска марка, издадена през 1998 година, със стилизирано изображение на храма